# Kryształ plastyczny
Kryształ plastyczny – taki kryształ, w którym cząsteczki mają zablokowaną swobodę przemieszczania się, ale w obrębie swoich miejsc w sieci mają swobodę rotacji.
Kryształy plastyczne tworzą cząsteczki o kształcie zbliżonym do kuli i o słabych oddziaływaniach z innymi cząsteczkami. Przykładem takiej cząsteczki jest np. skrystalizowany metan.
W niektórych z nich występuje zjawisko nadprzewodnictwa powierzchniowego, mają one bardzo niską energię powierzchniową (są bardzo śliskie i niezwilżalne), można na ich powierzchni (po dodaniu wtrąceń) uzyskiwać trwałe efekty fotoluminescencyjne, pojedyncze monokryształy plastyczne wykorzystuje się w mikromechanice jako rodzaj molekularnych łożysk.